# Estados Anysios de Chico City
Estados Anysios de Chico City foi um programa humorístico produzido e exibido pela Rede Globo entre 3 de abril e 11 de dezembro  de 1991, exibido às quartas-feiras às 21h30 e estrelado pelo humorista Chico Anysio.
O programa fazia uma sátira ao momento político e social do país, sendo ambientado num país fictício (os tais Estados Anysios de Chico City), cuja moeda chamava-se "merreca", de economia fundamentada na produção de estilingues e cujo maior credor internacional era justamente o Brasil.
Está sendo reprisado pelo Canal Viva desde 20 de abril de 2017, às 21h00.

## Sobre o programa
Chico City era uma cidade fictícia localizada em algum lugar do Brasil e seus habitantes são os personagens criados por Chico Anysio. Sua independência foi proclamada pelo prefeito Severino Pandolé às margens do Rio Seco. Batizada Estados Anysios de Chico City, a pequena cidade-estado já nasce com o objetivo de se tornar o 160º filiado das Nações Unidas. A cidadezinha também nasce com uma dívida externa enorme, sendo o Brasil seu principal credor.

## Elenco
- Chico Anysio
- Bruno Mazzeo
- Lúcio Mauro
- Rogério Cardoso
- Berta Loran
- Lupe Gigliotti
- Zezé Macedo
- Costinha
- Brandão Filho
- Antônio Carlos Pires
- Nizo Neto
- Lug de Paula
- André Mattos
- Cláudia Jimenez
- Tom Cavalcante
- Tássia Camargo
- Grande Otelo
- Walter D'Ávila
- Selma Lopes
- Older Cazarré
- Rony Cócegas
- Antônio Pedro
- Cléa Simões
- Mário Tupinambá
- Castrinho
- Marcos Plonka
- Duse Nacaratti
- Dary Reis
- Aldine Müller
- Bemvindo Sequeira
- Nádia Carvalho
- David Pinheiro
- Dhu Moraes
- Sandra Pêra
- Edyr de Castro
- Cláudio Savietto
- Stella Freitas
- Paulette
- Sylvia Massari
- Fábio Pillar
- Nádia Maria
- Estelita Bell
- Alfredo Murphy
- Arthur Costa Filho
- Leila Miranda
- Fernando Wellington
- Sheila Mattos
- Francisco Silva